# Eupetinus sulcatus
Eupetinus sulcatus är en skalbaggsart som beskrevs av Scott 1908. Eupetinus sulcatus ingår i släktet Eupetinus och familjen glansbaggar. Inga underarter finns listade i Catalogue of Life.